# Кассвілл (Пенсільванія)
Кассвілл (англ. Cassville) — місто (англ. borough) в США, в окрузі Гантінгдон штату Пенсільванія. Населення — 135 осіб (2020).

## Географія
Кассвілл розташований за координатами 40°17′34″ пн. ш. 78°1′38″ зх. д. / 40.29278° пн. ш. 78.02722° зх. д. (40.292836, -78.027230).  За даними Бюро перепису населення США в 2010 році місто мало площу 1,54 км², уся площа — суходіл.

## Демографія
Згідно з переписом 2010 року, у селищі мешкали 143 особи в 60 домогосподарствах у складі 39 родин. Густота населення становила 93 особи/км².  Було 67 помешкань (44/км²).
Расовий склад населення:
| - 99,3 % — білих |

До двох чи більше рас належало 0,0 %. Частка іспаномовних становила 0,0 % від усіх жителів.
За віковим діапазоном населення розподілялося таким чином: 21,0 % — особи молодші 18 років, 56,6 % — особи у віці 18—64 років, 22,4 % — особи у віці 65 років та старші. Медіана віку мешканця становила 46,8 року. На 100 осіб жіночої статі у селищі припадало 95,9 чоловіків;  на 100 жінок у віці від 18 років та старших — 76,6 чоловіків також старших 18 років.
Середній дохід на одне домашнє господарство  становив 45 621 долар США (медіана — 39 583), а середній дохід на одну сім'ю — 54 115 доларів (медіана — 55 313). Медіана доходів становила 43 333 долари для чоловіків та 26 875 доларів для жінок. За межею бідності перебувало 18,4 % осіб, у тому числі 25,0 % дітей у віці до 18 років та 19,2 % осіб у віці 65 років та старших.
Цивільне працевлаштоване населення становило 41 особа. Основні галузі зайнятості: роздрібна торгівля — 31,7 %, освіта, охорона здоров'я та соціальна допомога — 19,5 %, мистецтво, розваги та відпочинок — 14,6 %.